# Pareuthria atrata
Pareuthria atrata es una especie de caracol marino, un molusco gasterópodo marino de la familia Buccinidae.
Esta especie se distribuye en Argentina, Chile e Islas Malvinas.

## Sinonimia
La especie tiene los siguientes sinónimos:
- Euthria atrata E. A. Smith, 1881 (combinación original)
- Euthria candidata (Mabille & Rochebrune, 1889)
- Euthria ringei Strebel, 1905
- Euthria rosea (Hombron & Jacquinot, 1848)
- Fusus (Sipho) scalaris R. B. Watson, 1882
- Fusus roseus Hombron & Jacquinot, 1848 (inválido: homónimo junior de Fusus roseus Anton, 1838; Pareuthria powelli es su reemplazo)
- Fusus scalaris R. B. Watson, 1882 (inválido: sinónimo objetivo junior de Fusus scalaris Lamarck, 1816)
- Pareuthria candidata (Mabille & Rochebrune, 1889)
- Pareuthria powelli Cernohorsky, 1977
- Pareuthria ringei (Strebel, 1905)
- Pareuthria rosea (Hombron & Jacquinot, 1848)
- Trophon candidatus Mabille & Rochebrune